# Open 13 2018
Open 13 Provence 2018 byl profesionální tenisový turnaj pořádaný jako součást mužského okruhu ATP World Tour, který se odehrával v hale Palais des Sports na krytých dvorcích s tvrdým povrchem. Probíhal mezi 19. až 25. únorem 2018 v jihofrancouzském Marseille jako dvacátý pátý ročník turnaje.
Turnaj s rozpočtem 691 850 eur patřil do kategorie ATP World Tour 250. Nejvýše nasazeným hráčem ve dvouhře po odstoupení Goffina se stal třináctý hráč světa Stan Wawrinka ze Švýcarska, který zápas druhého kola skrečoval pro zranění kolena. Jako poslední přímý účastník do hlavní singlové soutěže zasáhl francouzský 103. hráč žebříčku Nicolas Mahut.
Druhý singlový titul na okruhu ATP Tour vyhrál 21letý Rus Karen Chačanov. Premiérovou společnou trofej ze čtyřhry okruhu si odvezla jihoafricko-novozélandská dvojice Raven Klaasen a Michael Venus.

## Rozdělení bodů a finančních odměn

### Rozdělení bodů
| Soutěž  | vítězové | finalisté | semifinalisté | čtvrtfinalisté | 16 v kole | 32 v kole | Q  | Q2 | Q1 |
| ------- | -------- | --------- | ------------- | -------------- | --------- | --------- | -- | -- | -- |
| dvouhra | 250      | 150       | 90            | 45             | 20        | 0         | 12 | 6  | 0  |
| čtyřhra | 250      | 150       | 90            | 45             | 0         | —         | —  | —  | —  |

### Finanční odměny
| Soutěž                              | vítězové | finalisté | semifinalisté | čtvrtfinalisté | 16 v kole | 32 v kole | Q2     | Q1     |
| ----------------------------------- | -------- | --------- | ------------- | -------------- | --------- | --------- | ------ | ------ |
| dvouhra                             | €115 150 | €60 645   | €32 850       | €18715         | €11 030   | €6 535    | €2 940 | €1 470 |
| čtyřhra                             | €34 980  | €18 390   | €9 960        | €5 700         | €3 340    | —         | —      | —      |
| částka ve čtyřhře je uvedena na pár |          |           |               |                |           |           |        |        |

## Mužská dvouhra

### Nasazení
| Stát                          | Hráč                  | ATP | Nasazení |
| ----------------------------- | --------------------- | --- | -------- |
| Belgie                        | David Goffin          | 7.  | 1.       |
| Švýcarsko                     | Stan Wawrinka         | 13. | 2.       |
| Francie                       | Lucas Pouille         | 16. | 3.       |
| Česko                         | Tomáš Berdych         | 17. | 4.       |
| Španělsko                     | Roberto Bautista Agut | 23. | 5.       |
| Lucembursko                   | Gilles Müller         | 28. | 6.       |
| Bosna a Hercegovina           | Damir Džumhur         | 29. | 7.       |
| Srbsko                        | Filip Krajinović      | 38. | 8.       |
| Rusko                         | Karen Chačanov        | 48. | 9.       |
| Žebříček ATP k 12. únoru 2018 |                       |     |          |

### Jiné formy účasti
Následující hráči obdrželi divokou kartu do hlavní soutěže:
- Félix Auger-Aliassime
- Roberto Bautista Agut
- Hugo Gaston

Následující hráč do hlavní soutěže jako náhradník:
- Blaž Kavčič

Následující hráči postoupili z kvalifikace:
- Ruben Bemelmans
- Norbert Gombos
- Ilja Ivaška
- Stefano Travaglia

Následující hráč postoupil z kvalifikace jako tzv. šťastný poražený:
- Serhij Stachovskyj

### Odhlášení
před zahájením turnaje
- David Goffin → nahradil jej  Blaž Kavčič
- Florian Mayer → nahradil jej  Serhij Stachovskyj
- Jan-Lennard Struff → nahradil jej  Malek Džazírí
- Júiči Sugita → nahradil jej  Stefanos Tsitsipas
- Jo-Wilfried Tsonga → nahradil jej  Laslo Djere

## Mužská čtyřhra

### Nasazení
| Stát                                                                                   | Hráč                   | Stát               | Hráč           | ATP | Nasazení |
| -------------------------------------------------------------------------------------- | ---------------------- | ------------------ | -------------- | --- | -------- |
| Jižní Afrika                                                                           | Raven Klaasen          | Nový Zéland        | Michael Venus  | 45. | 1.       |
| Francie                                                                                | Édouard Roger-Vasselin | Indie              | Rohan Bopanna  | 46. | 2.       |
| Francie                                                                                | Julien Benneteau       | Francie            | Nicolas Mahut  | 61. | 3.       |
| Nový Zéland                                                                            | Marcus Daniell         | Spojené království | Dominic Inglot | 80. | 4.       |
| Žebříček ATP k 12. únoru 2018; číslo je součtem žebříčkového postavení obou členů páru |                        |                    |                |     |          |

### Jiné formy účasti
Následující páry obdržely divokou kartu do hlavní soutěže:
- David Guez /  Quentin Halys
- Antoine Hoang /  Alexandre Müller

Následující pár nastoupil z pozice náhradníka:
- Thomas Fabbiano /  Stefano Travaglia

### Odhlášení
před zahájením turnaje
- Daniil Medveděv

## Přehled finále

### Mužská dvouhra
- Karen Chačanov vs.  Lucas Pouille, 7–5, 3–6, 7–5

### Mužská čtyřhra
- Raven Klaasen /  Michael Venus vs.  Marcus Daniell /  Dominic Inglot, 6–7(2–7), 6–3, [10–4]